# Специальный закон о конфискации собственности прояпонских коллаборационистов
Специальный закон о конфискации собственности прояпонских коллаборационистов (кор. 친일반민족행위자 재산의 국가귀속에 관한 특별법) — закон, принятый парламентом Южной Кореи 8 декабря 2005 года и вступивший в силу 29 декабря того же года. Закон позволяет правительству Кореи конфисковывать движимое и недвижимое имущество лиц, сотрудничавших с японской администрацией с 1904 года по 15 августа 1945 года, и их наследников. Закон обращается только на собственность, полученную коллаборационистами от японских оккупантов в награду за сотрудничество. Никакая иная собственность, находящаяся во владении коллаборационистов и их наследников, не конфискуется. Кроме того, собственность, перешедшая каким-либо законным образом к третьим лицам, не знавшим об её происхождении, не может быть конфискована.
Конфискованное имущество может быть национализировано или передано другим корейским гражданам, при этом антияпонские борцы за независимость Кореи получают приоритет при распределении имущества.
Закон, по мнению некоторых аналитиков, противоречит южнокорейской Конституции и Всеобщей декларации прав человека, так как, согласно им, никакой закон не может иметь обратной силы. Однако закон в 2011 году был рассмотрен Конституционным судом Южной Кореи (по иску 40 наследников шести коллаборационистов, поданному в 2008 году) и признан соответствующим конституции
В 2007 году была образована комиссия при президенте Республики Корея, занимающаяся применением закона; согласно закону в неё входит 9 человек (юристы, учёные-историки, государственные чиновники; все должны иметь опыт работы не менее 10 лет). Она создала список из 452 прояпонских коллаборационистов и к середине 2007 года проверила земли 109 из них. Общая площадь земель, подлежащих конфискации, была оценена в 1,31 тыс. га, стоимость почти в 100 млрд южнокорейских вон. 
В мае 2007 года закон был применён к землям общей площадью около 25,5 га (оценка их стоимости составляла 3,6 млрд вон), находившимся в собственности семей девяти прояпонских коллаборационистов, включая Ли Ван Ёна (1858—1926), премьер-министра Корейской империи, подписавшего ряд японо-корейских договоров, устанавливавших колониальный статус Кореи. Два из девяти решений президентской комиссии о конфискации были оспорены в суде.
В августе 2007 года были конфискованы земли наследников 10 коллаборационистов общей площадью около 100 га (оценка стоимости 25,7 млрд вон). 5 решений были оспорены в суде.